# Dover Plains
Dover Plains es un lugar designado por el censo ubicado en el condado de Dutchess en el estado estadounidense de Nueva York. En el año 2000 tenía una población de 1,996 habitantes y una densidad poblacional de 633 personas por km².

## Geografía
Dover Plains se encuentra ubicado en las coordenadas 41°42′27″N 73°34′35″O / 41.70750, -73.57639. Según la Oficina del Censo, la ciudad tiene un área total de 3 km² (1,2 mi²), de la cual 3 km² (1,2 mi²) es tierra y 0 km² (0 mi²) (0%) es agua.

## Demografía
Según la Oficina del Censo en 2000 los ingresos medios por hogar en la localidad eran de $31,979, y los ingresos medios por familia eran $45,586. Los hombres tenían unos ingresos medios de $36,442 frente a los $26,776 para las mujeres. La renta per cápita para la localidad era de $20,676. Alrededor del 13.4% de la población estaban por debajo del umbral de pobreza.